# Sicilia Central
Sicilia Central es un Macro-Territorio Histórico y Geográfico localizado en Sicilia, en la provincia de Enna además de partes de las provincias de Caltanissetta, Catania, Mesina y de Palermo. Entre los lugares más importantes de esta región se encuentra la Villa romana del Casale, patrimonio de la humanidad de la UNESCO.

## Identificación
Esta región incluye 40 municipios de la Isla que en su mayoría se encuentran en zonas abundantes en Montañas y en Colinas de los montes Erei.
Se puede delimitar y demarcar con precisión no solo sobre la base de criterios geográficos, como la pertenencia a las colinas, la posición central con respecto a Sicilia, la cuenca hidrográfica, el origen común y geológico, sino también en los parámetros de social, como se deriva de la misma mezcla de razas humanas en Sicilia como entre los  sicane y los  griego, la Economía, basada, al menos hasta mediados del siglo XX, en la extracción de azufre y potasio y de la Agricultura. Además de otros factores  políticos, como las divisiones administrativas y electorales, la  Universidad Kore de Enna es reconocida la Universidad del centro de Sicilia más importante.

## Geografía
El centro de Sicilia es diferente que el resto de Sicilia, para una serie de componente geográfico preciso. Los 40 municipios que pertenecen a ella están en las alturas de la Montes Erei, y todas las provincias son limítrofes de Enna y Caltanissetta, que representan el corazón geográfico de la isla. Además de toda la provincia de Enna, Sicilia, se identifican en las áreas internas de las provincias centrales de Caltanissetta,  aquellos municipios que no están comprendidas en el proyecto de ley para la formación de la provincia de Gela, y los distritos de Nebrodi Mesina y para el Calatino de Catanese.

## Municipios de Sicilia Central

### Provincia de Enna

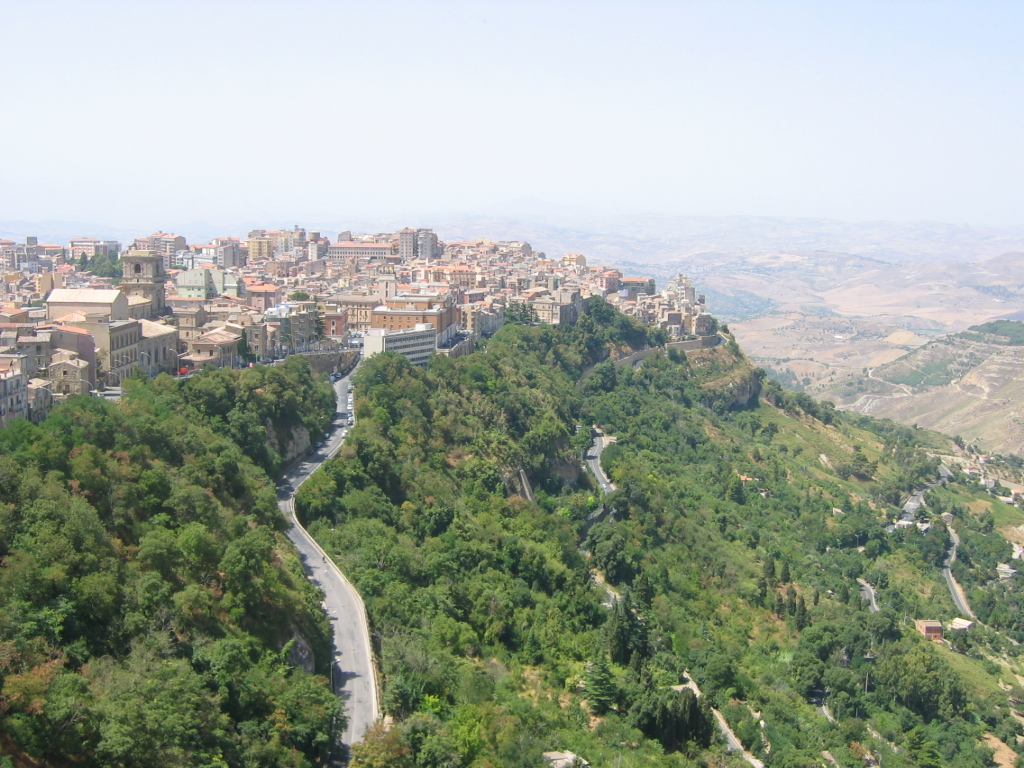
Enna

- Enna
- Agira
- Aidone
- Assoro
- Barrafranca
- Calascibetta
- Catenanuova
- Centuripe
- Cerami
- Gagliano Castelferrato
- Leonforte
- Nicosia
- Nissoria
- Piazza Armerina
- Pietraperzia
- Regalbuto
- Sperlinga
- Troina
- Valguarnera Caropepe
- Villarosa

### Provincia de Caltanissetta

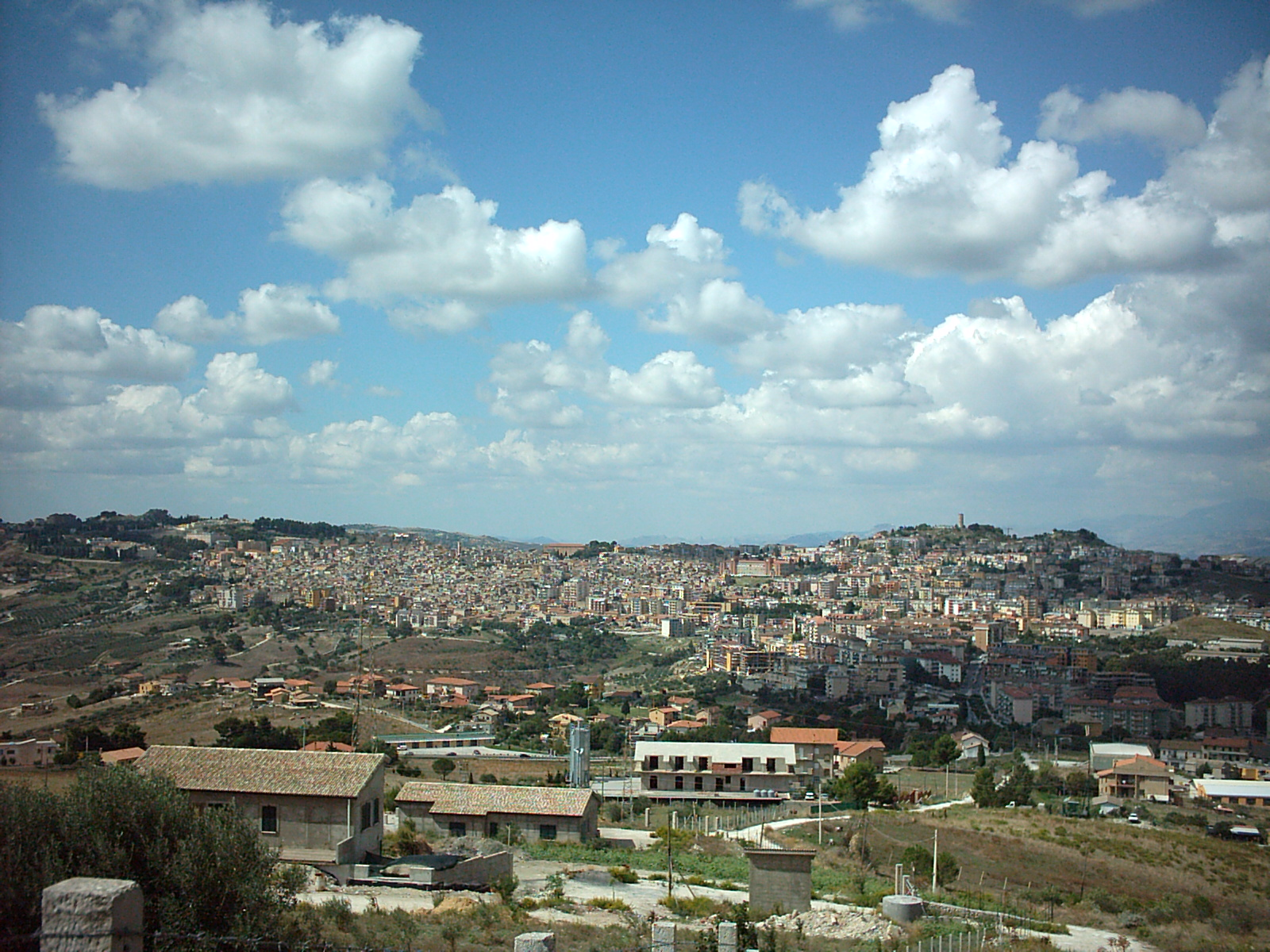
San Cataldo

- Caltanissetta
- Marianopoli
- Resuttano
- San Cataldo
- Santa Caterina Villarmosa
- Serradifalco
- Villalba

### Provincia de Catania

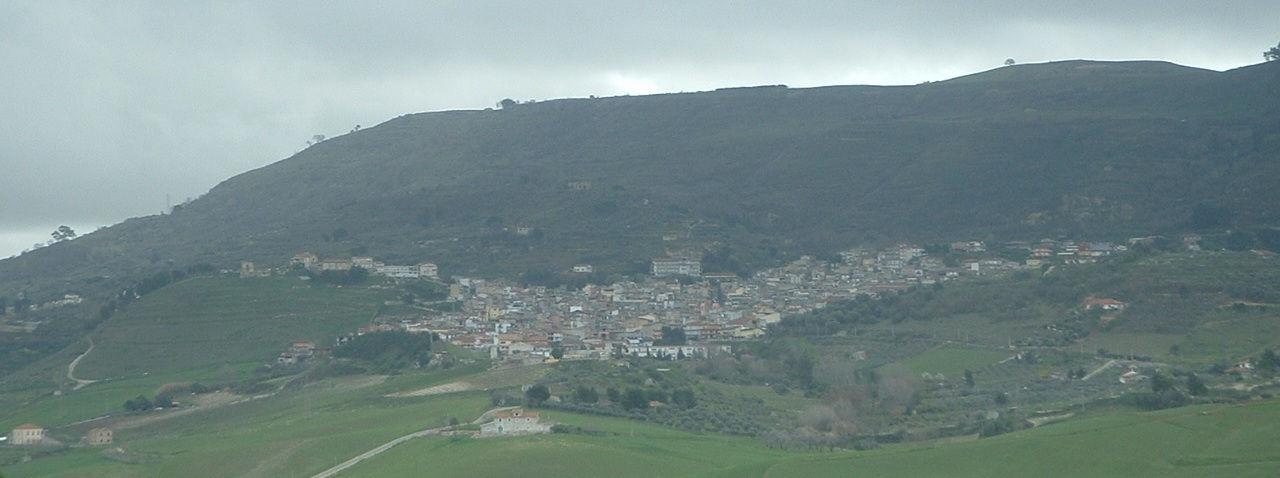
San Michele di Garzaria

- Caltagirone
- Mirabella Imbaccari
- Raddusa
- San Cono
- San Michele di Ganzaria

### Provincia de Mesina

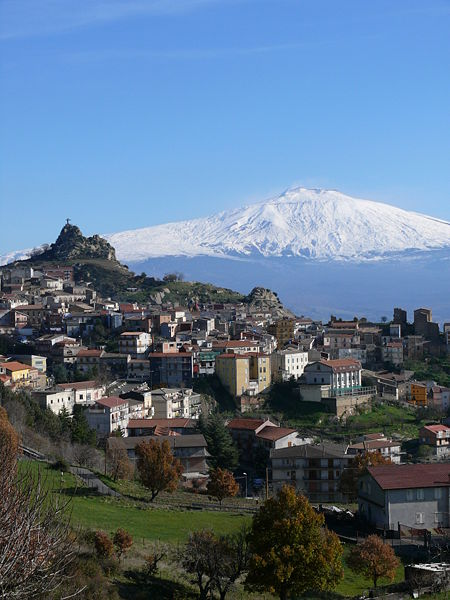
Cesarò

- Capizzi
- Cesarò
- Castel di Lucio
- Mistretta
- San Teodoro

### Provincia de Palermo

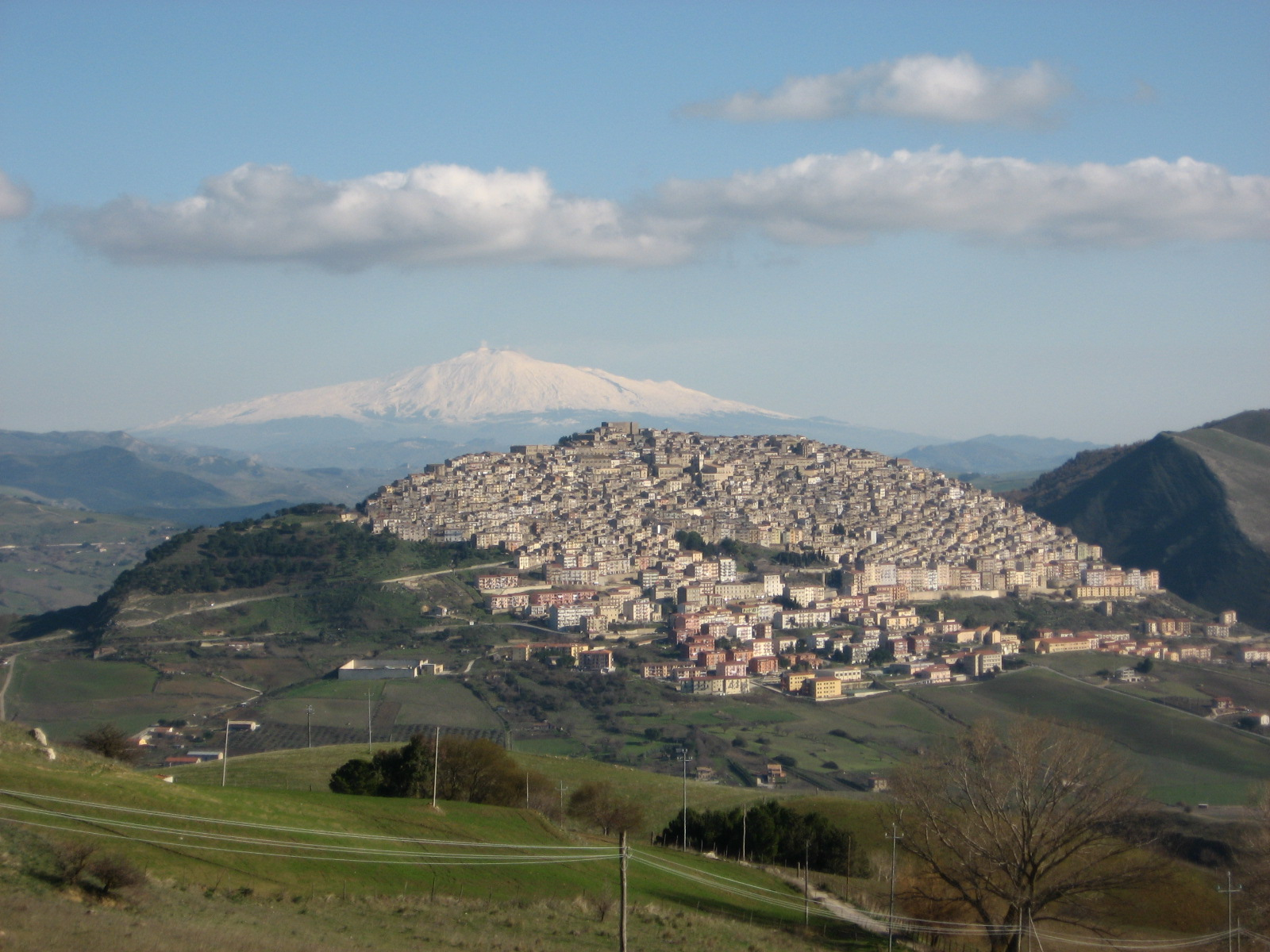
Gangi

- Alimena
- Bompietro
- Blufi
- Gangi
- Petralia Soprana
- Petralia Sottana

## Clima
El centro de Sicilia, se caracteriza tiene un clima parecido a lugares que se encuentran solo en algunas zonas del interior de España: la atmósfera es, de hecho, el tipo de transición entre el clima de estepa y el clima mediterráneo continentalizado, o de un clima mediterráneo que se ve menos afectada por la influencia del mar. Los Veranos por lo tanto caliente, pero no tan calurosos y Invierno más estrictas que la costa, pero más leves en comparación con las latitudes más altas y menor temperatura de regiones con un clima continental típico.
- Datos: Q3960079